# Pachino
Pachino (Bachinu o Pachinu in siciliano) è un comune italiano di 22 090 abitanti del libero consorzio comunale di Siracusa in Sicilia.
Pachino è la città che ospita la coltivazione dell'omonimo pomodoro ciliegino IGP.

## Geografia fisica

### Territorio
Pachino è situata nell'estremo sud est della Sicilia, a 51 chilometri da Siracusa. I comuni limitrofi sono: Noto a nord, Portopalo di Capo Passero a sud e Ispica a ovest.

### Le spiagge
Le spiagge del territorio di Pachino modellano la costa per un totale di 8 chilometri. Le più conosciute sono quelle di Lido, Cavettone e Morghella sulla costa ionica (a partire da Marzamemi verso sud), mentre sulla costa mediterranea ci sono quella di Cuffara (conosciuta anche come Carratois), Costa dell'Ambra, in zona Contrada Concerie, Scarpitta, Chiappa e Raneddi (Granelli), fino al porto Ulisse. Il mare, limpido e di un intenso azzurro sulla costa ionica, anche in considerazione dei fondali, è invece di colore verde smeraldo sulla costa mediterranea; ricco di fauna ittica, è assai pescoso, il che rende la zona un importante riferimento commerciale, soprattutto per il mercato ittico catanese. 
La ristorazione a base di pesce e il mare assai pulito fanno della zona di Pachino un luogo turistico molto apprezzato, con un flusso di stanziali e di turisti piuttosto rilevante, anche considerando l'interesse dei surfisti per una zona che, con le sue correnti ventose, si rivela particolarmente adatta alla pratica sportiva del windsurf.

### Clima
Pachino ha un clima mediterraneo subtropicale. Posta a 65 metri sul livello del mare, nella parte sud-orientale della provincia di Siracusa, a cavallo del mar Mediterraneo e dello Ionio, Pachino ha un clima secco in primavera e in autunno, mite d'inverno e caldo afoso in estate. La città in primavera ed estate è spesso ventilata. Le precipitazioni sono concentrate soprattutto durante l'inverno. Una ricerca dell'ENEA del 2001, ha rilevato che Pachino è il comune italiano con più radiazione solare. 
La neve è un fenomeno assai raro. Gli episodi in cui il termometro scese a zero gradi risalgono al febbraio 1929 e 1956, e al Capodanno 2015.

## Origini del nome
Il nome viene attestato in greco antico come Πάχυνος (Pákhunos), riadattato poi in lingua latina come Pachynus o Pachynum.
Secondo Tommaso Fazello l'etimologia sarebbe da rinvenire nel greco παχύς (pakhús, "abbondante", "fertile").

## Storia

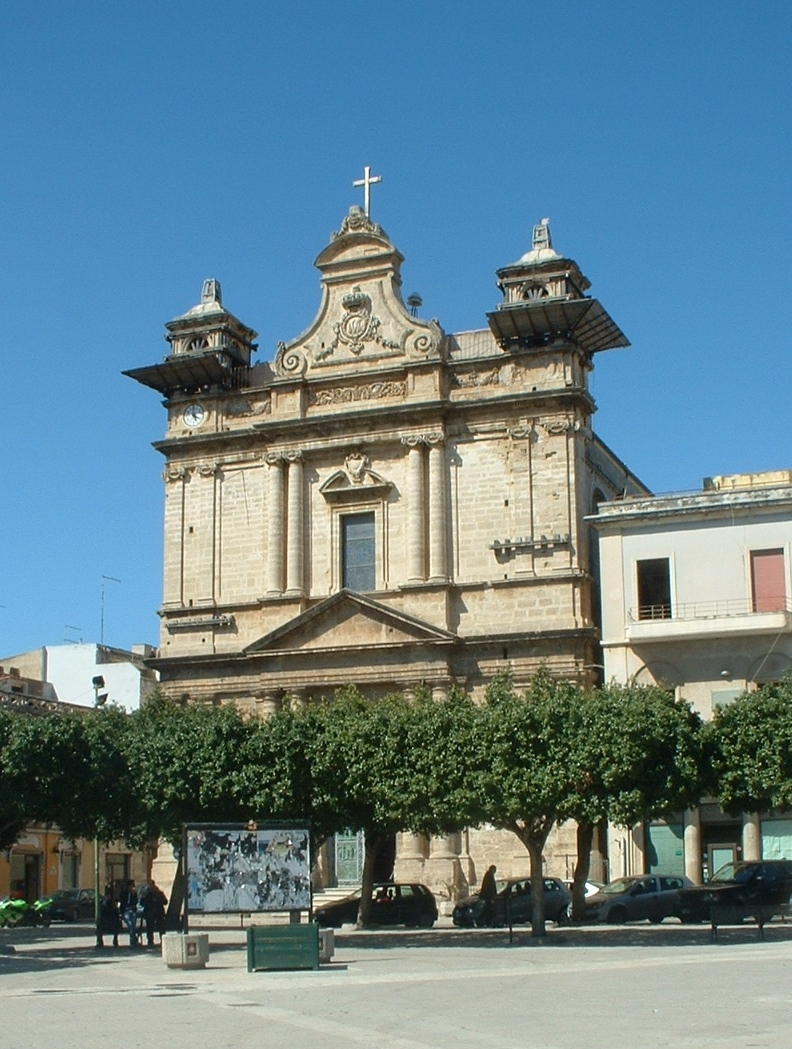
Chiesa Madre SS Crocifisso

### Preistoria
Il promontorio di Pachino si è formato nel periodo del Cretaceo (più di 70 milioni di anni fa) da eruzioni vulcaniche sottomarine, le cui vulcaniti (le più antiche della Sicilia) ne caratterizzano il territorio. Pare che il Promontorium Pachyni fosse abitato sin dalle prime epoche preistoriche, anche se di queste presenze non restano molte testimonianze: circa 10.000 anni fa fu abitata la grotta Corruggi, nella quale vennero rinvenuti moltissimi reperti archeologici, che si trovano conservati in gran parte presso il Museo archeologico regionale Paolo Orsi di Siracusa. Si tratta di raschiatoi, coltelli, lance, punteruoli, aghi e altri oggetti di uso quotidiano. 
Dalle grotte Corruggi e del Fico, durante il periodo neolitico (tra l'8000 e il 1500 a.C.), l'uomo passò a vivere nelle grotte (una delle più note di questa zona è quella di Calafarina). 
Successivamente, nell'età del ferro, del rame e del bronzo, fino all'arrivo dei Siculi, le abitazioni rupestri si spostarono nella vicina zona denominata "Cugni di Calafarina". Qui nacquero villaggi e necropoli, un dolmen per i defunti ed un forno sotterraneo per la lavorazione dei metalli, i cui resti, portati alla luce da Paolo Orsi, sono tuttora ben visibili e discretamente conservati.

### Antichità
(Virgilio, Eneide, III-1095)
Dal 750 a.C. in poi, il territorio di Pachino fu abitato da fenici, punici e greci.
Dal 200 al 400 d.C., a dominare la zona furono i romani, che ne fecero un centro di attività commerciali e di colonizzazione. Con loro si sviluppò notevolmente l'agricoltura, e specialmente la coltivazione della vite e del frumento. Nel periodo ellenistico, furono edificati alcuni templi, di cui uno dedicato ad Apollo Libystino. Ancora oggi rimangono i resti di un tempietto votivo agreste in contrada Cugni, località nella quale furono tracciate le rotaie della via Elorina, tuttora ben visibili sulla roccia. La contrada Cugni, per l'alta concentrazione di resti antichi, risulta essere una sorta di "parco archeologico".

### Medioevo

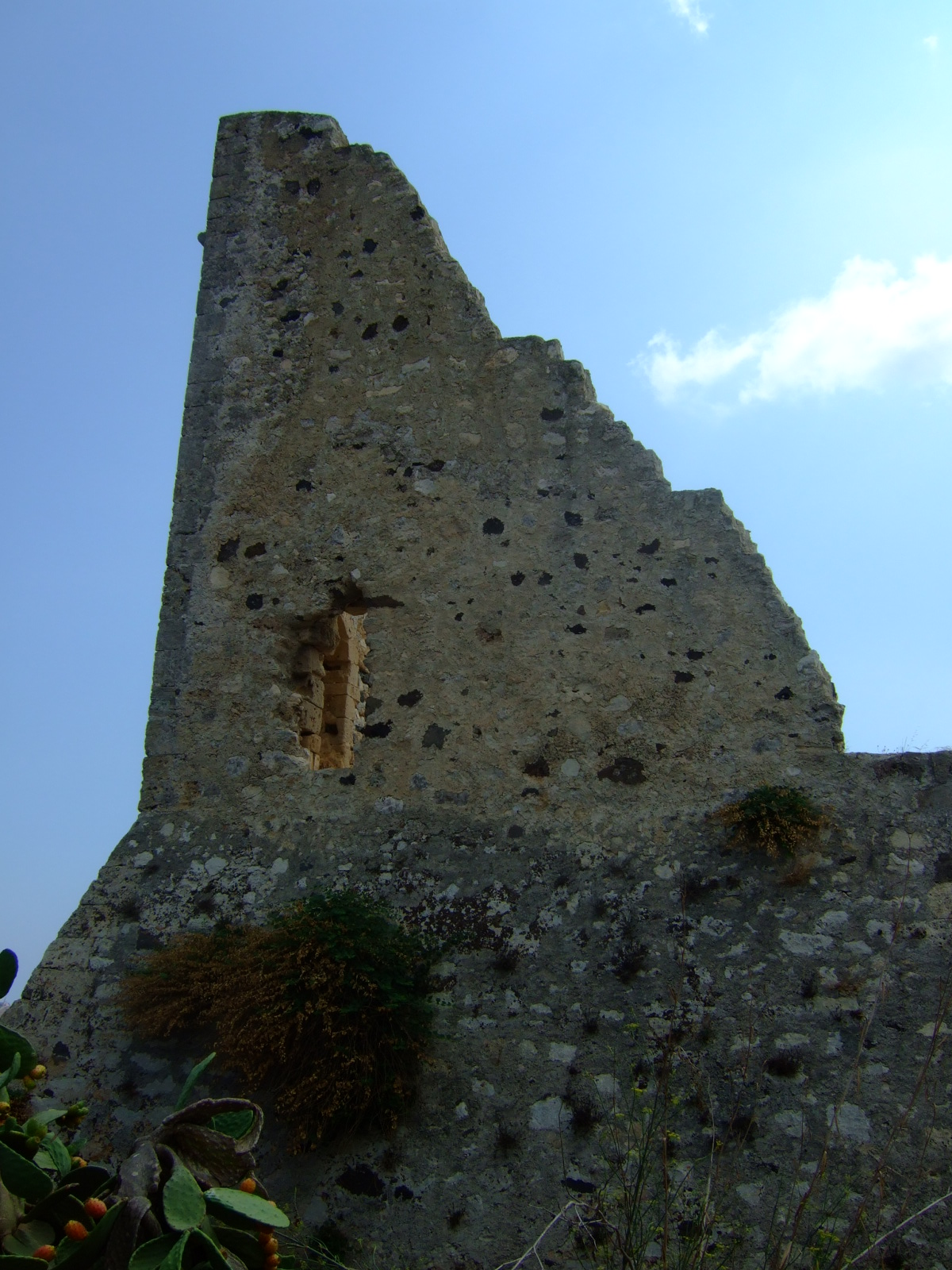
La Torre Xibini

Dopo i romani, arrivarono prima i Bizantini (dal 500 all'800), poi gli Arabi (dall'800 al 1090) ed, infine, i Normanni. 
Gli Arabi diedero il nome alla frazione di Marzamemi (porto delle tortore), nella quale costruirono la tonnara, rimasta funzionante fino agli anni cinquanta, introdussero la coltivazione degli agrumi, bonificarono le campagne, completarono l'acquedotto della Torre Xibini, costruirono le saline e i pozzi Senia per l'irrigazione dei campi (tuttora funzionanti), di cui uno alle porte di Marzamemi, detto u puzzu de quattru uocchi, utilizzato nei secoli, anche a livello industriale, da popoli diversi, pirati compresi.
Il declino della città inizia con i Normanni, gli Aragonesi e gli Angioini. In questo periodo furono erette le fortificazioni di Torre Xibini e Torre Fano contro le invasioni piratesche dei Turchi.

### Età moderna
Dal 1583 al 1714, nascono in Sicilia un centinaio di nuove terre feudali. In questo periodo si determina un sostanziale cambiamento della geografia dell'agro netino, con la fondazione, nella fascia costiera tra le tonnare di Marzamemi e Capo Passero e dei porti di Portopalo e della Marza, di Pachino e Portopalo.

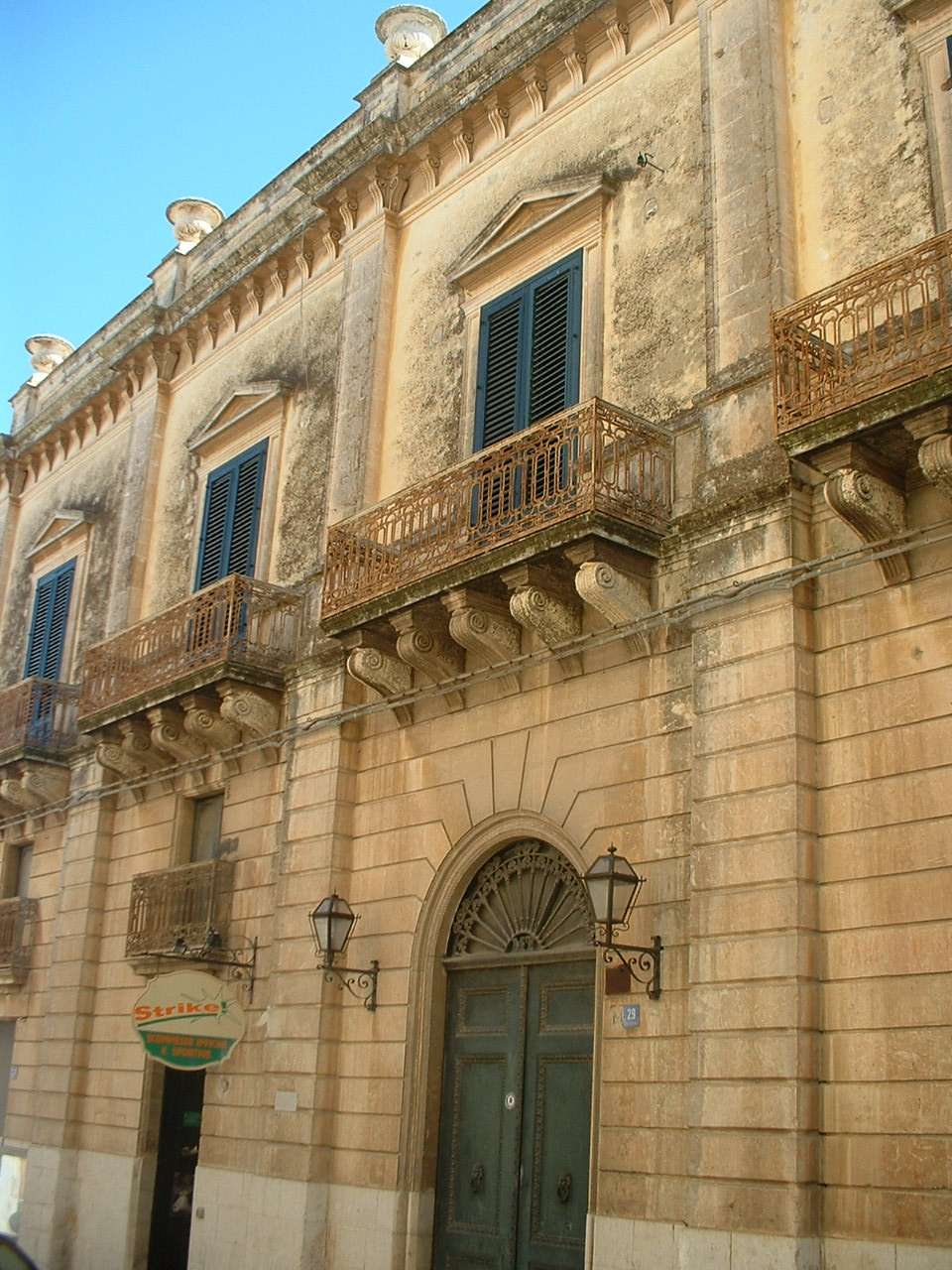
Palazzo Tasca

La storia dell'attuale Pachino ha inizio quando, nel 1734, gli Starrabba di Piazza Armerina, proprietari dei feudi Scibini e Bimmisca e, come tali, aventi su tali feudi il titolo baronale oltre a quello di principi di Giardinelli, decisero di risiedere sul territorio per meglio curare i loro interessi. A tal fine, i fratelli Gaetano e Vincenzo Starrabba chiesero, nel 1758, a Carlo III di Borbone e, successivamente, nel 1760, a Ferdinando IV di Borbone l'autorizzazione a fondare una città (licentia populandi), decreto che fu emesso a Napoli, in data 21 luglio 1760, e che fu reso esecutivo in data 1º dicembre 1760, ottenendo così l'investitura del titolo di Barone della neonato feudo.

#### Colonia maltese
Il principe Ferdinando I volle mettere in esecuzione le condizioni del Real Decreto. Invitò perciò i vicini maltesi a popolare il nuovo paese e diverse famiglie accettarono l'invito.

### Pachino e Marzamemi nella seconda guerra mondiale
Il 10 luglio 1943, nel tratto di costa che va da Licata a Pachino, ebbe inizio con lo sbarco in Sicilia da parte degli Alleati. L'attacco all'Italia fu deciso da americani e britannici durante la Conferenza di Casablanca; la pianificazione e organizzazione vennero affidate al generale Dwight Eisenhower. 
L'Operazione Husky costituì uno dei più grandi sbarchi della seconda guerra mondiale, permise l'occupazione in Europa delle potenze anglosassoni e l'attacco alle potenza dell'Asse. A mezzogiorno del 10 luglio i generali Alexander e Montgomery pranzarono all’albergo di Pachino dedicato proprio ai Savoia, di proprietà di Concettina Mescatello, al numero 13 di via Palestro, a pochi isolati dalla piazza centrale. A Pachino si erano infatti ritrovate anche le truppe che erano sbarcate a Marzamemi, oltre a quelle di Portopalo.
Difesi e accompagnati da un intenso bombardamento navale rivolto alla costa, intorno alle 3:00 di notte (9-10 luglio), presso Marzamemi, nell'area di Pachino (che dà il proprio nome all'erea geografica detta penisola di Pachino), i primi a sbarcare furono gli uomini della 231st Infantry Independent Brigade (la sopracitata brigata "Malta"), del generale Robert Urquhart, e la prima parte della 23rd Armoured Brigade (brigata corazzata) con gli Sherman, consistente nello Squadrone B del 46th (Liverpool Welsh) Royal Tank Regiment e nel 50th Royal Tank Regiment (il resto della brigata sarebbe giunta il 26 luglio). La brigata indipendente dell'isola di Malta comprendeva tre battaglioni (2º battaglione del Devonshire Regiment, 1º battaglione del Dorsetshire Regiment e 1º battaglione dell'Hampshire Regiment), batterie anticarro e antiaeree, genieri, artiglieri e ambulanze con medici da campo (il 200° Field Ambulance del Royal Army Medical Corps). Costoro sbarcarono nel settore denominato Bark East, sul lato settentrionale della spiaggia detta Green Beach (divisa in Amber, Red e Scramble Red).

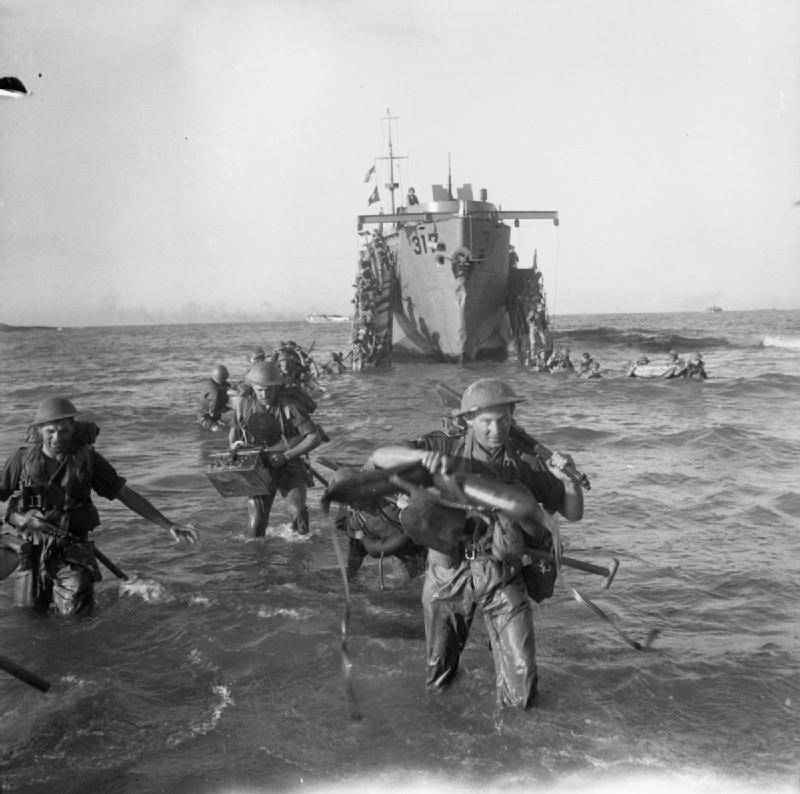
Soldati della 51st Highland Division sbarcano sulle spiagge di Pachino il 10 luglio 1943

L'intera area della penisola di Pachino era difesa da circa 1.000 soldati italiani: 250 di questi erano posti nei capisaldi costieri delle spiagge che videro lo sbarco dei Royal Marines e dei canadesi. Il 40° Commando nel prendere la spiaggia ebbe un solo caduto e 20 uomini feriti, mentre il 41° ebbe 7 morti e 17 feriti. Sulle spiagge pachinesi, atterrarono inoltre anche gruppi di aliantisti (per errore); alcuni di essi, presi prigionieri, vennero liberati verso l'alba dai Royal Marines.
Nonostante isolati atti di resistenza, la difesa della penisola di Pachino si rivelò cedevole e poco ostinata; il nemico, quindi, alle 9:00 del mattino del 10 luglio occupò il centro urbano di Pachino in maniera pacifica (Pachino era un altro grosso centro del siracusano: nel 1940 sfiorava pure esso i 20.000 abitanti). Fu la brigata indipendente di Malta la prima a mettervi piede. Gli scozzesi, detti Jocks, furono così lieti di non trovare ostilità nella popolazione, che fin da subito regalarono a piene mani cibo, dolciumi e sigarette; il capostazione della città, rimanendo positivamente colpito da quel determinato comportamento, telegrafò al suo collega di Vizzini (cittadina dei monti Iblei che amministrativamente faceva parte della provincia catanese), mandandogli un messaggio di rassicurazione sul fatto che sebbene l'invasione fosse cominciata, non riteneva vi fosse alcunché da temere per la popolazione civile, poiché gli Alleati mostravano per essa benevolenza.
Verso mezzogiorno i canadesi presero l'aeroporto di Pachino; distrutto sia dalle bombe che dagli italiani, che lo avevano arato per impedire agli inglesi di utilizzarlo, ma questi in tempi brevi lo sistemarono e, come fecero con la piana di Cassibile, lo fecero divenire sede della Royal Air Force. Conquistata tutta la penisola pachinese, parte dei canadesi seguì la 51ª divisione e la 231ª brigata, rimanendo nel siracusano (dirigendosi verso Rosolini e Noto), altra parte di essi si diresse invece alla conquista della provincia di Ragusa; entrambe le parti si inoltrarono poi, su ordine improvviso di Montgomery, nella Sicilia centrale.

### Simboli
Lo stemma della Città di Pachino è uno scudo interzato in fascia: nel primo è raffigurata la torre di avvistamento di Xibini eretta nel 1493 dal barone Antonino Xurtino o Sortino, signore dei feudi Scibini, Bimmisca e Belludia, il cui emblema era una sfera armillare, che ha ispirato la figura del mappamondo che compare nella seconda partizione; nel terzo un porcellino è attributo di sant'Antonio abate, patrono degli allevatori e degli agricoltori.
Il gonfalone è un drappo di rosso.

## Monumenti e luoghi d'interesse
- Chiesa Madre SS. Crocifisso: edificata nel 1790 dal marchese Vincenzo Starrabba per la comunità cristiana, si presenta con una semplice struttura comprendente una sola navata con una cappella a destra dell'abside; vi si conservano i resti di Gaetano e Vincenzo Starrabba. Restaurata nel 2010.
- Torre Scibini: fatta costruire nel 1494 dal conte Antonio de Xurtino per rimediare alle ruberie del feudo e se necessario, correre in aiuto per le scorrerie dei pirati saraceni[13]
- Tonnara di Marzamemi: risale al tempo della dominazione degli arabi in Sicilia; nel 1630, venne venduta dal proprietario al Principe di Villadorata
- Palazzo e Chiesa della tonnara: edificati nel 1752.
- Palazzo Tasca: costruzione ottocentesca, che ospita un suggestivo cortile pavimentato con basole di pietra calcarea.

### Siti archeologici
- Grotta Corruggi (paleolitico);

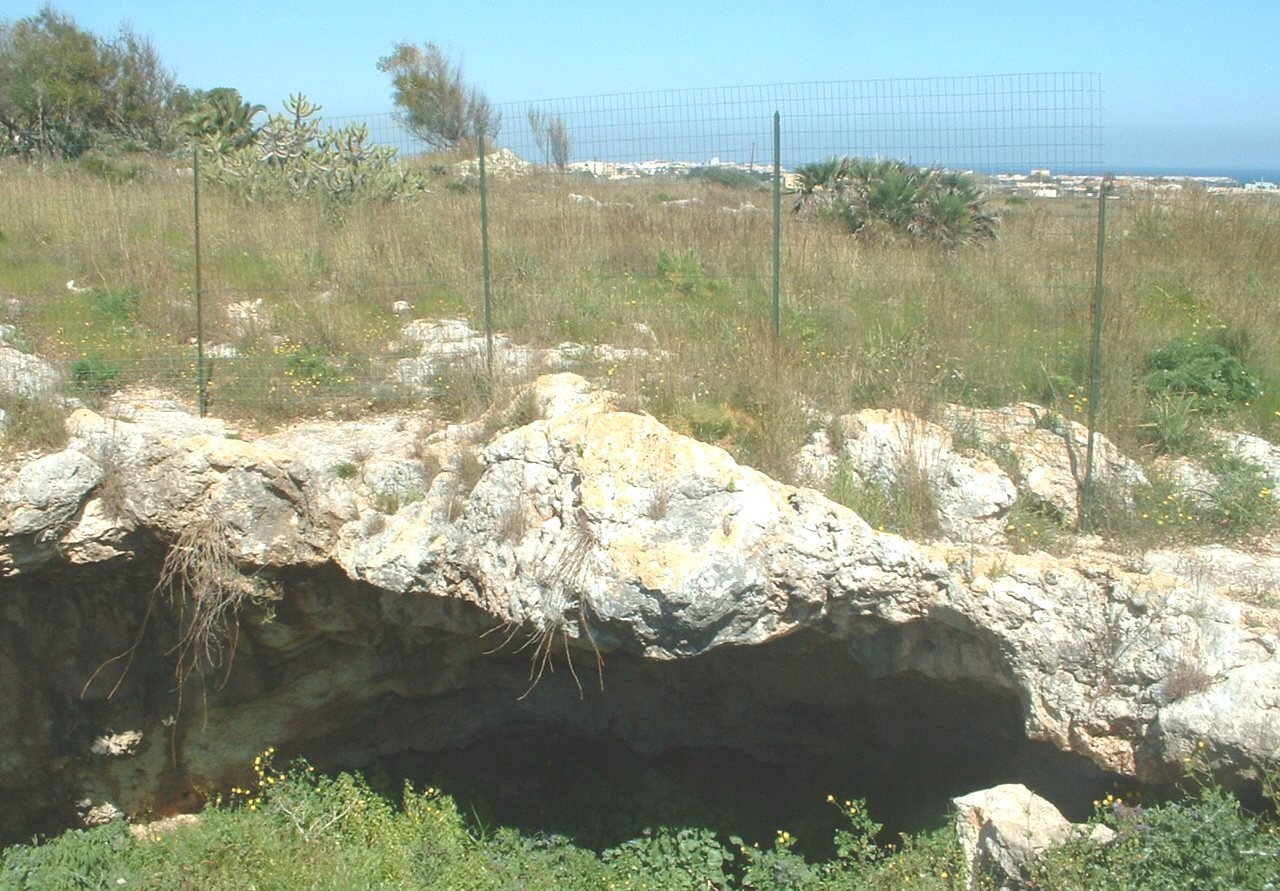
Ingresso della Grotta Calafarina

- Fosse per la raccolta delle acque piovane (paleolitico);
- Grotta del Fico (mesolitico);
- Grotta Calafarina (neolitico);
- Necropoli (tombe a forno), dolmen e forno (neolitico);
- Basamenti di capanne (neolitico);
- Tempio greco (basamento per le colonne) (III secolo);
- Villaggio romano (III o IV secolo).

## Società

### Evoluzione demografica
Abitanti censiti

## Cultura
Dal 2007 la città di Pachino è gemellata con il comune svizzero di Bienne.

### Istruzione
In città vi sono 3 istituti comprensivi statali, 2 istituti privati e 2 istituti di istruzione secondaria superiore:
- I istituto comprensivo "Silvio Pellico" comprendente il plesso "Barbara la Ciura" di Portopalo;
- III istituto comprensivo "Giovanni Verga", il quale comprende: il plesso "S.Mallia", il plesso "Tre Colli" e il plesso "A. Moro".
- IV istituto comprensivo "Vitaliano Brancati" comprendente il plesso "Carmelo Sgroi";
- Istituto privato delle suore Adoratrici del Santissimo Sacramento "Don Francesco Spinelli";
- Istituto privato delle suore salesiane figlie di Maria Ausiliatrice " San Domenico Savio"

### I istituto di istruzione secondaria superiore "Michelangelo Bartolo"
- Liceo Classico;
- Liceo Scientifico tradizionale;
- Liceo Scientifico opzione 'Scienze Applicate' ;
- Liceo delle Scienze Umane tradizionale;
- Istituto tecnico Elettronica ed Elettrotecnica;
- Istituto tecnico Meccanica, Meccatronica ed Energia;
- Istituto tecnico Trasporti e Logistica.

### II istituto di istruzione secondaria superiore "Paolo Calleri"
- Istituto professionale Agricoltura, ambiente e sviluppo rurale;
- Istituto professionale Enogastronomia e ospitalità alberghiera;
- Istituto professionale Servizi socio sanitari.

### Architetture religiose
- Chiesa del SS. Crocifisso (Chiesa Madre);
- Chiesa Madonna del Rosario di Pompei;
- Chiesa San Corrado Confalonieri (Padri Canossiani);
- Chiesa San Giuseppe;
- Chiesa San Francesco d'Assisi;
- Chiesa Sacro Cuore di Gesù;
- Chiesa Santi Angeli;
- Chiesa Santi Pietro e Paolo;
- Chiesa San Francesco di Paola (Padri Canossiani - Marzamemi);
- Chiesa Valdese, progettata dall'arch. Leonardo Ricci nel 1964.[15]

### Cinema

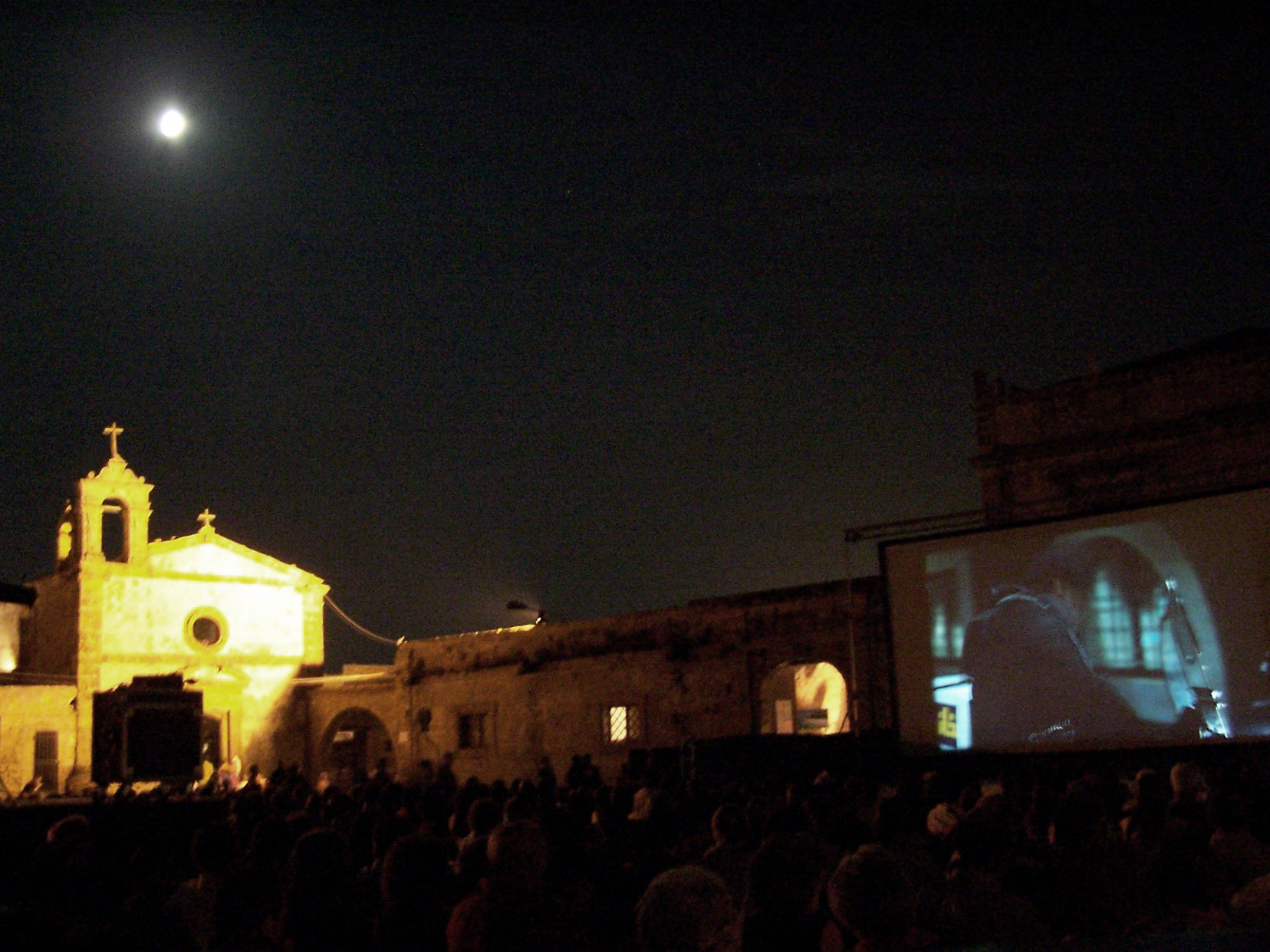
Festival del Cinema di Frontiera a Marzamemi

La città di Pachino e i suoi dintorni sono stati più volte scelti come location di diversi set cinematografici, fra cui:
- Tony Arzenta - Big Guns (1973) di Duccio Tessari;
- Kaos (1984) dei fratelli Taviani;
- Sud (1993) di Gabriele Salvatores;
- L'uomo delle stelle (1995) di Giuseppe Tornatore;
- Oltremare (1999) di Nello Correale;
- Cuore scatenato (2003) di Gianluca Sodaro;
- L'iguana (2004) di Catherine McGilvray;
- Salvatore - Questa è la vita (2006) di Gian Paolo Cugno.

Pachino è stata inoltre il set di alcune puntate della fiction "Il commissario Montalbano".
Dal 2000 la città ospita il Festival del Cinema di Frontiera, che si svolge nella piazza principale di Marzamemi in piazza Regina Margherita, con proiezioni di film e cortometraggi provenienti da diverse zone del mondo.

## Geografia antropica

### Frazioni
Marzamemi è il borgo marinaro di Pachino. Il suo nome deriva dall'arabo Marsa-al-hamem, che significa "rada delle tortore", ultima frontiera dell'isola, punta estrema della Sicilia. In principio fu un villaggio arabo. Il centro di Marzamemi, con le sue architetture (tra cui le saline, la tonnara e le prime "casuzze arabe" risalgono a questo primo insediamento. L'attuale Marzamemi ha preso forma e una veste ufficiale nel 1752, quando il Principe di Villadorata fece costruire il palazzo, la loggia, la nuova tonnara e la chiesetta. Un'altra frazione di Pachino è Granelli.

## Economia
Pachino è un comune che fonda la sua economia essenzialmente sull'agricoltura. Nel XIX secolo si era sviluppata la coltivazione del cotone, ma già dalla fine dell'Ottocento si diffuse e si consolidò la coltura della vite: il territorio pachinese aumenta l'importanza dell'esportazione di mosti e vini destinati ai mercati del nord Italia e della Francia come vini da taglio. 
Sostanzialmente la maggior parte dell'economia è ancora vincolata alla produzione dell'ortofrutta, nella quale spiccano il Ciliegino di Pachino (IGP) e il "costoluto", ma le speranze degli agricoltori sono indirizzate alla ripresa della viticultura e, soprattutto, alla produzione di vini di qualità. Il comune fa parte dell'associazione Città del Vino. A Marzamemi viene costruito in località Fossa il Porto Grande, con una profondità tale da permettere l'attracco dei "vapori" che così potevano caricare direttamente il vino, tramite apposite tubazioni che originavano dal vicino palmento, il primo a livello industriale della Sicilia, fatto costruire alla fine dell'Ottocento da Antonio Starabba, marchese di Rudinì. Le navi così cariche partivano alla volta di Marsiglia dove scaricavano il prezioso carico. Attività poi proseguita "su ferro" fino alla fine degli anni sessanta; infatti dalla Stazione di Pachino partivano per le dette destinazioni numerosi lunghi treni di carri ferroviari cisterna, spinti da una o due sbuffanti locomotive a vapore, carichi del robusto ed apprezzato vino locale. Negli anni settanta la viticultura pachinese ha attraversato un periodo di crisi, che ha portato all'abbandono e all'estirpazione di molti vigneti, sostituiti da colture in serra di prodotti ortofrutticoli che costituiscono oggi la produzione prevalente. Questo mercato genera un elevatissimo fatturato e occupa almeno 4000 persone solo nel circondario pachinese. Come negli altri casi, anche l'ortofrutta sta vivendo momenti di difficoltà, dovuta a crisi di mercato e infrastrutturali. Si assiste ad una ripresa dei vigneti, dedicati però a produzioni di qualità come il Nero d'Avola ( territorio tra i più vocati dell'isola) e altri vini DOC (Eloro- sotto zona Pachino).
Famosa è anche la produzione locale della bottarga di tonno rosso, che viene prodotta artigianalmente, secondo antiche tradizioni arabe, a Marzamemi. Sviluppata è anche la conservazione, artigianale, di prodotti ortofrutticoli, e del pescato locale, custode di tradizioni culinarie antiche, e oggi molto ricercate. 
Negli ultimi decenni, con la creazione presso Marzamemi del porto turistico, si è assistito ad una forte espansione del turismo nautico. Il turismo è molto sviluppato per via delle spiagge e del mare pulitissimo e anche per il borgo marinaro di Marzamemi, molto apprezzato dai turisti per l'antichità di lontane origi arabe di questa frazione. A Marzamemi è stata per secoli operante la tonnara di ritorno più importante della Sicilia, che cessò l'attività nel 1969.
Dal 12 gennaio 1908 è attiva la Cassa Rurale e Artigiana, ora Banca di Credito Cooperativo, nata col nome di Cooperativa Agricola di Produzione e Lavoro. Conta oggi 3275 soci e 99 dipendenti, con 16 filiali dislocate su quattro province siciliane.

## Amministrazione
Di seguito è presentata una tabella relativa alle amministrazioni che si sono succedute in questo comune.
| Periodo          | Periodo           | Primo cittadino       | Partito                            | Carica              | Note   |
| ---------------- | ----------------- | --------------------- | ---------------------------------- | ------------------- | ------ |
| 1890             | 1890              | Nunzio Costa          |                                    | Sindaco             |        |
| 1946             | 1952              | Sebastiano Fortuna    |                                    | Sindaco             |        |
| 1952             | 1952              | Nicola Caruso         |                                    | Sindaco             |        |
| 1953             | 1953              | Paolo Cultrera        |                                    | Sindaco             |        |
| 1953             | 1956              | Salvatore Petruzzello |                                    | Sindaco             |        |
| 1956             | 1961              | Sebastiano Fortuna    |                                    | Sindaco             |        |
| 1961             | 1962              | Pietro Moncada        |                                    | Sindaco             |        |
| 1962             | 1965              | Salvatore Di Martino  |                                    | Sindaco             |        |
| 1965             | 1966              | Sebastiano Fortuna    |                                    | Sindaco             |        |
| 1966             | 1968              | Salvatore Di Martino  |                                    | Sindaco             |        |
| 1968             | 1970              | Carmelo Geraci        |                                    | Sindaco             |        |
| 1970             | 1973              | Attilio Trovato       |                                    | Comm. straordinario |        |
| 1973             | 1974              | Sebastiano Fortuna    |                                    | Sindaco             |        |
| 1974             | 1975              | Gaetano Costa         |                                    | Sindaco             |        |
| 1975             | 1976              | Salvatore Di Martino  |                                    | Sindaco             |        |
| 1976             | 1976              | Andrea Amenta         |                                    | Sindaco             |        |
| 1976             | 1976              | Vincenzo Olindo       |                                    | Sindaco             |        |
| 1976             | 1978              | Pietro Ferrara        |                                    | Sindaco             |        |
| 1978             | 1978              | Salvatore Ardilio     |                                    | Sindaco             |        |
| 1978             | 1982              | Emanuele Cimino       |                                    | Sindaco             |        |
| 1982             | 1983              | Pietro Ferrara        |                                    | Sindaco             |        |
| 1983             | 1983              | Antonino Trombetta    |                                    | Sindaco             |        |
| 1983             | 1985              | Francesco Bartolo     |                                    | Sindaco             |        |
| 1985             | 1985              | Modestino Preziosi    |                                    | Sindaco             |        |
| 1985             | 1986              | Emanuele Mazzara      |                                    | Sindaco             |        |
| 1986             | 1987              | Angelo Maione         |                                    | Sindaco             |        |
| 1987             | 1987              | Modestino Preziosi    |                                    | Sindaco             |        |
| 1987             | 1988              | Salvatore Ardilio     |                                    | Sindaco             |        |
| 2 luglio 1988    | 9 agosto 1989     | Emanuele Mazzara      | Democrazia Cristiana               | Sindaco             | [ 20 ] |
| 9 ottobre 1989   | 20 novembre 1989  | Giuseppe Bufardeci    | Democrazia Cristiana               | Sindaco             | [ 20 ] |
| 20 novembre 1989 | 16 giugno 1990    | Pietro Ferrara        | Partito Socialista Italiano        | Sindaco             | [ 20 ] |
| 16 giugno 1990   | 8 gennaio 1991    | Angelo Maione         | Partito Socialista Italiano        | Sindaco             | [ 20 ] |
| 8 novembre 1991  | 17 agosto 1992    | Sebastiano Ferrara    | Partito Socialista Italiano        | Sindaco             | [ 20 ] |
| 18 agosto 1992   | 23 novembre 1992  | Giuseppe Tripisciano  |                                    | Comm. straordinario |        |
| 24 novembre 1992 | 28 giugno 1993    | Antonino Savarino     |                                    | Comm. straordinario |        |
| 29 giugno 1993   | 15 dicembre 1997  | Modestino Preziosi    | Partito Democratico della Sinistra | Sindaco             | [ 20 ] |
| 15 dicembre 1997 | 22 marzo 1999     | Carmelo Latino        | centro-destra                      | Sindaco             | [ 20 ] |
| 22 marzo 1999    | 13 dicembre 1999  | Rodolfo Casarubea     |                                    | Comm. straordinario | [ 20 ] |
| 13 dicembre 1999 | 21 aprile 2001    | Mauro Adamo           | centro-sinistra                    | Sindaco             | [ 20 ] |
| 21 aprile 2001   | 27 giugno 2001    | Giuseppe Santacroce   | centro-sinistra                    | Vice sindaco        | [ 20 ] |
| 27 giugno 2001   | 26 novembre 2001  | Pietro Tramuto        |                                    | Comm. straordinario | [ 20 ] |
| 26 novembre 2001 | 28 giugno 2006    | Sebastiano Barone     | centro-destra                      | Sindaco             | [ 20 ] |
| 30 giugno 2006   | 25 settembre 2008 | Giuseppe Campisi      | centro-sinistra                    | Sindaco             | [ 20 ] |
| 30 ottobre 2008  | 23 giugno 2009    | Margherita Mirra      |                                    | Comm. straordinario | [ 20 ] |
| 23 giugno 2009   | 11 giugno 2014    | Paolo Bonaiuto        | Il Popolo della Libertà            | Sindaco             | [ 20 ] |
| 11 giugno 2014   | 15 febbraio 2019  | Roberto Bruno         | Partito Democratico                | Sindaco             |        |
| 12 ottobre 2021  | 30 Ottobre 2023   | Natalina Petralito    | FdI - #DB - Liste civiche          | Sindaca             |        |
| 23 novembre 2023 | 27 Giugno 2024    | Giovanni Cocco        |                                    | Comm. straordinario | [ 20 ] |
| 27 Giugno 2024   | in carica         | Giuseppe Gambuzza     | centro-destra                      | Sindaco             | [ 20 ] |

### Gemellaggi
- Bienne, dal 2007[21]

## Sport
A Pachino la storica società di calcio è l'Asd Pachino Calcio che ha disputato campionati dilettantistici regionali, arrivando a disputare l'Eccellenza per tre stagioni consecutive (1991-92, 1992-93 e 1993-94). È stata attiva fino alla stagione 2021-22 quando ha disputato il torneo di Prima categoria, terminato con la retrocessione. Attualmente milita in Terza categoria una nuova società calcistica pachinese, il Real Pachino, mentre è attiva a livello giovanile lo Sportinello Pachino e lo Sporting Club Nipa; quest'ultima è una società comprensoriale che include anche la vicina Portopalo di Capo Passero, e vanta una partecipazione al campionato federale di Terza categoria. A Pachino sono nati e cresciuti, anche calcisticamente, gli ex calciatori e fratelli Corrado e Cristian Baglieri. 
La squadra di pallavolo A.S.D. Volley Pachino nella stagione 2018-2019 milita nel campionato di prima divisione. Gli impianti sportivi di Pachino sono lo stadio comunale "Sasà Brancati", e il tensostatico dove giocano squadre di calcio a 5 e altri sport.